# Gia Lâm (huyện)
Gia Lâm là một huyện cũ ngoại thành nằm ở phía Đông thành phố Hà Nội, Việt Nam.

## Vị trí địa lý
Huyện Gia Lâm có vị trí địa lý:
- Phía đông giáp thị xã Thuận Thành, tỉnh Bắc Ninh và huyện Văn Lâm, tỉnh Hưng Yên
- Phía tây giáp các quận Long Biên, Hoàng Mai và huyện Đông Anh
- Phía nam giáp huyện Thanh Trì và huyện Văn Giang, tỉnh Hưng Yên
- Phía bắc giáp thành phố Từ Sơn và huyện Tiên Du, tỉnh Bắc Ninh.[4]

Về mặt địa lý, huyện Gia Lâm được phân ra làm ba khu vực, ngăn cách bởi dòng sông Đuống, bao gồm:
- Cụm Bắc Đuống: thị trấn Yên Viên và 5 xã: Yên Viên, Yên Thường, Thiên Đức, Ninh Hiệp, Phù Đổng.
- Cụm Nam Đuống: thị trấn Trâu Quỳ và 6 xã: Cổ Bi, Đặng Xá, Dương Xá, Phú Sơn, Dương Quang, Lệ Chi.
- Cụm Sông Hồng: 4 xã: Bát Tràng, Kim Đức, Đa Tốn, Kiêu Kỵ.

Huyện Gia Lâm có diện tích 116,64 km², dân số năm 2022 là 309.353 người, mật độ dân số đạt 2.652 người/km².

### Thủy văn
Huyện Gia Lâm có: Sông Hồng, sông Đuống (sông Thiên Đức) và sông Cầu Bây, sông Bắc Hưng Hải chảy qua.
Sông Hồng (làm ranh giới tiếp giáp với quận Hoàng Mai và huyện Thanh Trì).
Sông Đuống chảy giữa huyện và một phần làm ranh giới giữa cụm Bắc Đuống với quận Long Biên (đoạn từ Yên Viên đến cầu Phù Đổng).

## Hành chính
Huyện Gia Lâm gồm 2 thị trấn: Trâu Quỳ (huyện lỵ), Yên Viên và 20 xã: Bát Tràng, Cổ Bi, Đa Tốn, Đặng Xá, Dương Quang, Dương Xá, Kiêu Kỵ, Kim Đức, Lệ Chi, Ninh Hiệp, Phù Đổng, Phú Sơn, Thiên Đức, Yên Thường, Yên Viên.

## Lịch sử
Trước kia vùng đất huyện Gia Lâm thuộc phủ Thuận An, rồi phủ Thuận Thành 
tỉnh Bắc Ninh.
Dưới thời nhà Lý, huyện Gia Lâm thuộc phủ Thiên Đức, đến thời Trần thuộc lộ Bắc Giang. Từ thời Hậu Lê, huyện Gia Lâm thuộc phủ Thuận An, trấn Kinh Bắc.
Năm 1831, vua Minh Mạng cho đổi trấn Kinh Bắc thành tỉnh Bắc Ninh. Huyện Gia Lâm lúc này thuộc phủ Thuận An, tỉnh Bắc Ninh, gồm có 10 tổng (79 thôn, sở) là các tổng: Cổ Biện, Kim Sơn, Đặng Xá, Gia Thuỵ, Đông Dư, Đa Tốn, Cự Linh, Nghĩa Trai, Như Kinh và Lạc Đạo. Năm 1862, phủ Thuận An được đổi tên thành phủ Thuận Thành, từ đó huyện Gia Lâm thuộc phủ Thuận Thành, tỉnh Bắc Ninh cho đến năm 1945.
Năm 1890, Toàn quyền Đông Dương ban hành Nghị định về việc thành lập đạo Bãi Sậy, lúc này 3 tổng: Nghĩa Trai, Như Kinh và Lạc Đạo được chuyển về huyện Văn Lâm thuộc đạo Bãi Sậy.
Sau Cách mạng Tháng Tám, huyện Gia Lâm thuộc tỉnh Bắc Ninh gồm 20 xã: Bát Tràng, Bồ Đề, Cổ Bi, Cự Khối, Đa Tốn, Đặng Xá, Đông Dư, Gia Thụy, Giang Biên, Hội Xá, Kiêu Kỵ, Kim Lan, Kim Sơn, Lệ Chi, Long Biên, Ngọc Thụy, Phú Thị, Thạch Bàn, Thượng Thanh, Việt Hưng.
Ngày 31 tháng 5 năm 1961, sáp nhập huyện Gia Lâm, thị trấn Yên Viên và 6 xã: Đình Xuyên, Dương Hà, Ninh Hiệp, Trâu Quỳ, Yên Thường, Yên Viên của huyện Từ Sơn, tỉnh Bắc Ninh; 2 xã Phù Đổng và Trung Mầu của huyện Tiên Du, tỉnh Bắc Ninh; 2 xã Dương Quang và Dương Xá của huyện Thuận Thành, tỉnh Bắc Ninh; xã Văn Đức của huyện Văn Giang, tỉnh Hưng Yên vào thành phố Hà Nội. Đồng thời, thành lập thị trấn Gia Lâm (thị trấn huyện lỵ của huyện Gia Lâm) trên cơ sở tách một phần của xã Bồ Đề.
Sau khi điều chỉnh, huyện Gia Lâm gồm 2 thị trấn: Gia Lâm (huyện lỵ), Yên Viên và 31 xã: Bát Tràng, Bồ Đề, Cổ Bi, Cự Khối, Dương Hà, Dương Quang, Dương Xá, Đa Tốn, Đặng Xá, Đình Xuyên, Đông Dư, Gia Thụy, Giang Biên, Hội Xá, Kiêu Kỵ, Kim Lan, Kim Sơn, Lệ Chi, Long Biên, Ngọc Thụy, Ninh Hiệp, Phù Đổng, Phú Thị, Thạch Bàn, Thượng Thanh, Trâu Quỳ, Trung Mầu, Văn Đức, Việt Hưng, Yên Thường, Yên Viên.
Ngày 13 tháng 10 năm 1982, thành lập thị trấn Đức Giang trên cơ sở tách một phần của thị trấn Yên Viên, thành lập thị trấn Sài Đồng trên cơ sở tách một phần của 3 xã: Gia Thụy, Hội Xá, Thạch Bàn.
Cuối năm 2003, huyện Gia Lâm gồm 4 thị trấn: Gia Lâm (huyện lỵ), Đức Giang, Sài Đồng, Yên Viên và 31 xã: Bát Tràng, Bồ Đề, Cổ Bi, Cự Khối, Dương Hà, Dương Quang, Dương Xá, Đa Tốn, Đặng Xá, Đình Xuyên, Đông Dư, Gia Thụy, Giang Biên, Hội Xá, Kiêu Kỵ, Kim Lan, Kim Sơn, Lệ Chi, Long Biên, Ngọc Thụy, Ninh Hiệp, Phù Đổng, Phú Thị, Thạch Bàn, Thượng Thanh, Trâu Quỳ, Trung Mầu, Văn Đức, Việt Hưng, Yên Thường, Yên Viên.
Ngày 1 tháng 1 năm 2004, tách 3 thị trấn: Đức Giang, Gia Lâm, Sài Đồng và 10 xã: Bồ Đề, Cự Khối, Gia Thụy, Giang Biên, Hội Xá, Long Biên, Ngọc Thụy, Thạch Bàn, Thượng Thanh, Việt Hưng để thành lập quận Long Biên.
Ngày 5 tháng 1 năm 2005, thành lập thị trấn Trâu Quỳ (thị trấn huyện lỵ của huyện Gia Lâm) trên cơ sở xã Trâu Quỳ.
Sau khi điều chỉnh, huyện Gia Lâm gồm 2 thị trấn: Trâu Quỳ (huyện lỵ), Yên Viên và 20 xã: Bát Tràng, Cổ Bi, Đa Tốn, Đặng Xá, Đình Xuyên, Đông Dư, Dương Hà, Dương Quang, Dương Xá, Kiêu Kỵ, Kim Lan, Kim Sơn, Lệ Chi, Ninh Hiệp, Phù Đổng, Phú Thị, Trung Mầu, Văn Đức, Yên Thường, Yên Viên.
Ngày 1 tháng 1 năm 2025, hợp nhất 2 xã Đình Xuyên và Dương Hà thành xã Thiên Đức, hợp nhất 2 xã Kim Lan và Văn Đức thành xã Kim Đức, hợp nhất 2 xã Phú Thị và Kim Sơn thành xã Phú Sơn, sáp nhập xã Đông Dư vào xã Bát Tràng, sáp nhập xã Trung Mầu vào xã Phù Đổng.
Ngày 1 tháng 7 năm 2025, sau khi hoàn thành sắp xếp đơn vị hành chính cấp xã, huyện Gia Lâm chính thức bị giải thể để thực hiện chính quyền địa phuơng 2 cấp, không tổ chức cấp huyện.

## Kinh tế - xã hội

### Giáo dục
Trên địa bàn huyện có các trường Đại học, cao đẳng:
- Thị trấn Trâu Quỳ có Học viện Nông nghiệp Việt Nam
- Xã Kim Sơn có Học viện Tòa án Việt Nam
- Xã Dương Xá - Kiêu Kỵ có Học viện Phụ nữ Việt Nam cơ sở Gia Lâm
- Xã Đa Tốn có trường Đại học VinUni, trường Brighton College Viet Nam
- Xã Lệ Chi có trường Đại học Công nghiệp Dệt may Hà Nội
- Xã Dương Xá có trường Trường Cao đẳng Kinh tế - Kỹ thuật Trung ương, và Cao đẳng kỹ thuật - Mỹ nghệ Việt Nam.
- Xã Yên Thường có trường Cao đẳng xây dựng công trình Đô thị Hà Nội
- Xã Yên Viên có Trường Cao đẳng Nghề Điện
- Xã Cổ Bi có Trường Trung Cấp Nghề Cơ Khí Xây dựng
- Xã Kiêu Kỵ có Trường Trung cấp Giao thông vận tải miền Bắc
- Xã Yên Viên có Trường Cao đẳng Điện lực Miền Bắc.

Trên địa bàn huyện có nhiều trường bậc Trung học phổ thông như:
- Trường THPT Yên Viên
- Trường THPT Dương Xá
- Trường THPT Nguyễn Văn Cừ
- Trường THPT Cao Bá Quát
- Trường THPT Lê Ngọc Hân
- Trường THPT Lý Thánh Tông
- Trường THPT Tô Hiệu
- Trường THPT Bắc Đuống
- Trường phổ thông Võ Thuật Bảo Long, xã Dương Hà.
- Trường phổ thông liên cấp Vinschool khu đô thị OceanPark 1
- Trưòng The Dewey Schools Ocean park

### Làng nghề
Gia Lâm với lợi thế là huyện cửa ngõ phía Đông của thủ đô có nhiều tuyến giao thông quan trọng. Các làng nghề, làng có nghề phát triển ở nhiều ngành nghề như gốm sứ, may mặc, chế biến lương thực, thực phẩm, buôn bán, cây giống ăn quả ngắn và lâu năm, cơ kim khí,... Cùng với quá trình đô thị hóa và sự phát triển của xã hội nhiều làng nghề thuộc nhóm như mây tre đan, dâu tằm đang bị mai một dần.
- Nghề gốm truyền thống: Làng gốm sứ Bát Tràng, Kim Lan một nét đẹp nghề gốm truyền thống: Ở Việt Nam có nhiều nơi làm nghề gốm sứ trong đó có làng nghề gốm Bát Tràng, Kim Lan có từ lâu nay là hai xã cùng tên thuộc huyện Gia Lâm, ngoại thành Hà Nội. Từ thế kỷ XV sử sách đã ghi chép nhiều về những sản phẩm ở đây. Gốm sứ Bát Tràng nổi tiếng không chỉ ở trong nước mà cả ở nhiều nơi trên thế giới.

Sản phẩm gốm sứ truyền thống của Bát Tràng có bát, đĩa, ấm, chén, lục bình, đôn, chậu... Ngày nay gốm sứ Bát Tràng rất đa dạng về chủng loại, phong phú về màu sắc hình dáng nhưng nét truyền thống vẫn giữ được phong cách riêng. Gốm sứ đã có mặt tại nhiều thị trường trên thế giới như: bát khắc hoa sang Thụy Điển, lọ quả dưa sang Nga, lọ chè sang Pháp... và nhiều mặt hàng khác như các loại bình, lọ hoa, đèn gốm, vật liệu gốm xây dựng...
Trong nghề gốm ngoài các yếu tố về đất, nhiệt độ nung, tạo dáng... còn rất quan trọng ở kỹ thuật men. Có một số màu men độc đáo sau một thời gian dài tưởng đã bị thất truyền nhưng nhờ sự học hỏi tìm tòi khám phá của những nghệ nhân gốm sứ đã được khôi phục lại.
Các loại men rạn, men lá dong, men xê da đông... Ngày nay Bát Tràng cũng là nơi tham quan của du khách khi đến Hà Nội cùng với du lịch các tuyến điểm dọc sông Hồng của Hà Nội - thủ đô văn hiến - một mảnh đất tổ của nhiều nghề trong đó có nghề gốm.
Các làng nghề truyền thống, làng nghề, nghề truyền thống, làng có nghề, nghề phụ tập trung ở huyện:
- Làng nghề dát vàng, quỳ, sơn son thiếp vàng thôn Kiêu Kỵ (Kiêu Kỵ)
- Làng nghề vải vóc, thuốc bắc, mứt sen Ninh Hiệp
- Nghề làm nến diêm Công Đình (Thiên Đức)
- Nghề ươm cây giống thôn An Lạc (Trâu Quỳ)
- Mây tre đan (chổi, giá, điếu, cọc móng...) thôn Quang Trung (Dương Quang)
- Trồng ổi, dưa bẹ, rau thơm Bát Tràng
- Nghề làm cây giống Đào Xuyên (Đa Tốn)
- Làng nghề gốm sứ ở Kim Đức
- Nghề hàng xáo thôn Bình Trù (Dương Quang)
- Nghề làm cây giống Cửu Việt (Trâu Quỳ)
- Làng nghề hoa giấy, cây cảnh, bò sữa Phù Đổng
- Nghề làm bánh thôn Đình (Dương Xá)
- Bún bánh, phở, thực phẩm làng Vân (Yên Viên)[12]
- Rau sạch, an toàn ở Kim Đức
- Làng nghề rau Đổng Xuyên (Đặng Xá)
- Nghề may và may da ở Kiêu Kỵ
- Thợ nề, mộc, hàng xáo Yên Mỹ (Dương Quang)
- Nghề làm đậu phụ thôn Đanh (Dương Xá)
- Nghề ươm chiết ghép thôn Thuận Phú (Bát Tràng)
- Làng nghề gốm sứ thôn Bát Tràng (Bát Tràng)
- Nghề xây dựng, bột nghệ thôn Đá (Dương Xá)
- Nghề giết mổ gia súc Linh Quy (Phú Sơn)
- Nghề trồng dâu nuôi tằm làng Chi (Lệ Chi)
- Nghề làm cây giống An Đào (Trâu Quỳ)
- Nghề làm cây giống Đào Nguyên (Trâu Quỳ)
- Nghề nấu rượu thôn Trung (Thiên Đức)
- Nghề sơ chế hành tỏi Thuận Quang (Dương Xá)
- Nghề buôn bán đường dài một số ở các thôn phía tây bắc cụm Bắc Đuống
- Nghề làm cây giống An Phú (Trâu Quỳ)
- Làng nghề gốm sứ Giang Cao (Bát Tràng)
- Buôn bán đồ may mặc Trùng Quán (Yên Thường).

### Phát triển đô thị
Những năm gần đây, quá trình đô thị hóa diễn ra nhanh chóng trên địa bàn huyện, với sự xuất hiện một loạt các khu đô thị mới như khu đô thị Đặng Xá, khu đô thị Vinhomes Ocean Park, MasteriHome WaterFront Park, Handhomes BlueStar, Highway5 Residence, EuroWindow Twin Park, Gia lâm metropolitan, Oasis Cổ Bi, khu 31ha Trâu Quỳ, Ninh Hiệp... Điều này giúp tăng đáng kể dân số của huyện cũng như tỉ lệ dân thành thị.
Bên cạnh nhưng lợi ích tích cực mà nó đem lại, hệ lụy mà quá trình đô thị hóa gây ra cũng không hề nhỏ. Đó là ô nhiễm môi trường, giảm tỉ lệ cây xanh, nguy cơ ngập lụt tăng do diện tích đất giảm, bề mặt bê tông và nhựa đường tăng.
Song tỉ lệ đường đô thị trên địa bàn huyện còn thấp, một số tuyến đang xuống cấp nghiêm trọng, điểm hình như đường Hà Huy Tập, Đặng Phúc Thông, Ninh Hiệp, Dốc Lã, Đình Xuyên, Dương Hà, cầu Đuống và đường dẫn từ đường Hà Huy Tập lên cầu Đuống,... nhưng vẫn chưa được sửa chữa, đe dọa nghiêm trọng đến an toàn người tham gia giao thông.
Việc khai thác cát quá mức trên dòng sông Đuống cũng chưa được xử lý triệt để, việc lấn chiếm xảy ra ngay trên khu vực đê tại Yên Viên, đe dọa nghiêm trọng an toàn đê điều, nhưng vẫn chưa được xử lý.
Hầu hết sông hồ trên địa bàn đều đang bị ô nhiễm nghiêm trọng, đặc biệt như sông Cầu Bây, Bắc Hưng Hải, hệ thống mương Bắc Đuống. Nguyên nhân chủ yếu là do ý thức chưa cao của người dân cũng như người sản xuất nông nghiệp, do quá trình đô thị hóa đang diễn ra nhanh chóng, và không thể không kể đến là do sự làm ngơ, bao che hoặc thiếu trách nhiệm của một bộ phận cán bộ trong hệ thống chính quyền địa phương...
Người dân luôn mong chờ những giải pháp triệt để và hiệu quả trong quá trình đô thị hoá huyện nhà của lãnh đạo các cấp. Mới đây, Bí thư Thành ủy Hà Nội Đinh Tiến Dũng đã làm việc với huyện Gia Lâm về kết quả thực hiện nhiệm vụ chính trị. Tại buổi làm việc, ông Đinh Tiến Dũng nhấn mạnh, quan trọng là xác định rõ cho Gia Lâm một hướng đi; điều mà lãnh đạo thành phố quan tâm nhất là phải bảo đảm sinh kế lâu dài cho người dân. Trở thành quận, nhưng dân phải giàu, kinh tế phải mạnh. Có thể thấy, lãnh đạo thành phố đặc biệt yêu cầu, quá trình đưa các huyện lên quận phải bảo đảm thực chất, phải có cả "danh" và "thực".

## Văn hóa

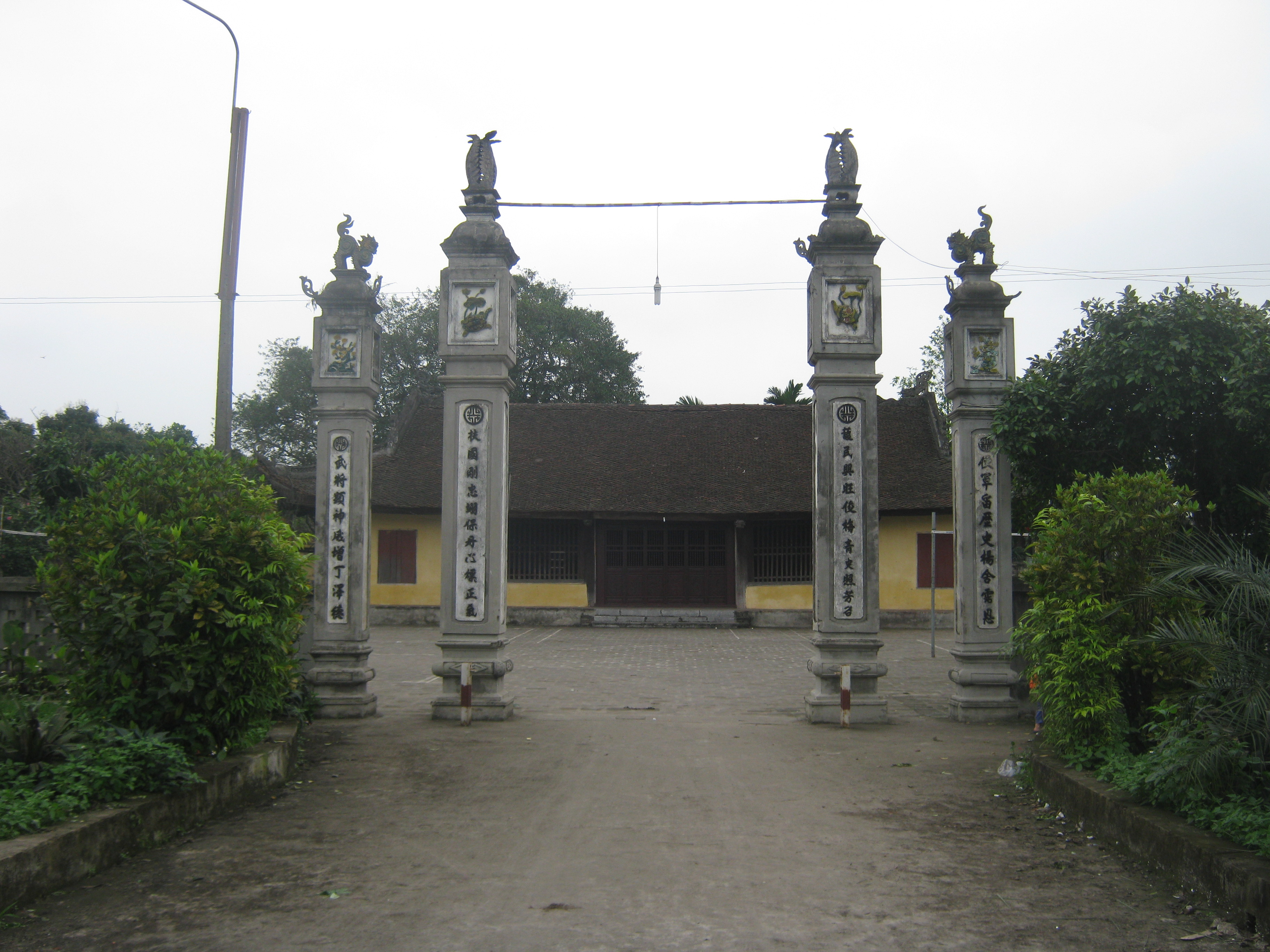
Đình Dương Đanh, Dương Xá là nơi thờ sứ quân Lý Khuê

Huyện Gia Lâm là nơi phát tích những danh thần của tộc Việt như: Chử Đồng Tử, Thánh Gióng - hai vị trong Tứ bất tử của tín ngưỡng dân gian Việt Nam:
- Chử Đồng Tử, vị thánh phát tích từ Kim Đức, huyện Gia Lâm
- Thánh Gióng, vị thánh phát tích từ Phù Đổng, huyện Gia Lâm.

Huyện Gia Lâm còn là quê hương của những danh nhân, danh tướng nổi tiếng như:
- Nguyên phi Ỷ Lan hay còn gọi là Bà Tấm (người xã Dương Xá, (Gia Lâm)
- Công chúa Lê Ngọc Hân còn gọi là Ngọc Hân công chúa hay Bắc Cung Hoàng hậu vợ của vua Quang Trung (Nguyễn Huệ), là người xã Ninh Hiệp, huyện Gia Lâm)
- Lý Thường Kiệt - Theo Phả hệ họ Ngô Việt Nam, ông tên thật là Ngô Tuấn (吳俊), là con của Sùng Tiết tướng quân Ngô An Ngữ, cháu của Ngô Ích Vệ, chắt của Sứ quân Ngô Xương Xí và cháu 5 đời của Thiên Sách Vương Ngô Xương Ngập – hoàng tử trưởng của Ngô Quyền [1], người phường Thái Hòa, thành Thăng Long (Hà Nội ngày nay). Có tài liệu lại nói quê ông là làng An Xá, huyện Quảng Đức (Cơ Xá, huyện Gia Lâm ngày nay). Tuy nhiên, theo văn bia Đỗ Anh Vũ (được cho là soạn vào năm 1159) thì ông vốn họ Quách, tổ tiên là người ở Lũng Tây (Cam Túc, Trung Quốc). Cha ông làm Thái úy đời Lý Thái Tông[2], quê ở huyện Câu Lậu, Tế Giang (nay thuộc huyện Mỹ Văn, Hưng Yên), được vua ban quốc tính, vì mới có tên là Lý Thường Kiệt. Cha của Đỗ Anh Vũ gọi Lý Thường Kiệt là cậu ruột. Sử sách Trung Quốc chép tên ông là Lý Thường Cát hoặc Lý Thượng Cát.
- Đặng Thị Huệ, là một cung tần của chúa Trịnh Sâm, và là mẹ của vị chúa tiếp theo Trịnh Cán (người xã Phù Đổng, huyện Gia Lâm).

Huyện Gia Lâm còn có nhiều di sản có giá trị tư liệu quý như: Lễ hội Gióng ở đền Phù Đổng đã được UNESCO vinh danh là di sản văn hóa phi vật thể của nhân loại 2010. Nghề gốm ở Bát Tràng được tôn vinh là di sản văn hóa phi vật thể năm 2019. Thêm vào đó, vào năm 2021 nghề vàng, bạc, quỳ ở làng nghề truyền thống thôn Kiêu Kỵ, thuộc xã Kiêu Kỵ cũng được Bộ văn hóa thể thao và du lịch tôn vinh là di sản văn hóa phi vật quốc gia.
Dưới thời phong kiến, huyện Gia Lâm có nhiều danh nhân, khoa bảng nổi tiếng như: Cao Bá Quát, Giáp Hải...
Trong thời kỳ Pháp thuộc còn xuất hiện những nhân vật như Đặng Phúc Thông, Lưỡng quốc tướng quân Nguyễn Sơn...

### Di tích
Gia Lâm là vùng đất với bề dày lịch sử gắn liền với quá trình dựng nước, giữ nước của dân tộc. Là vùng đất gắn liền với truyền thuyết lịch sử như Thánh Gióng (xã Phù Đổng) hay sự tích về Chử Đồng Tử (xã Văn Đức) một trong số Tứ bất tử được thờ phụng tại nhiều đền phủ.
Sự hình thành phát triển Thiền phái Trúc Lâm và Phật hoàng Trần Nhân Tông gắn liền với di tích Chùa Báo Ân (xã Dương Quang) nơi ngài chọn làm cứ địa để Hoằng Pháp cũng như quá trình hình thành tổ vị thứ hai. Hay tục thờ Tứ pháp trong đó có Bà Keo Pháp Vân ở Chùa Keo (xã Phú Sơn) và nhiều chùa khác.
Tín ngưỡng, quan niệm cầu lộc như việc đi xin lộc Bà Chúa Kho (Bắc Ninh) thì phải xin, lễ ở đền Bà Tấm Ỷ Lan (xã Dương Xá) trước vì bà Ỷ Lan đồng ý thì Bà Chúa Kho mới được mở kho, hay việc tôn vinh các vị anh hùng có công giúp vua đánh giặc được thờ phụng ở nhiều đình, đền các thôn làng.
Các di vật tại các di tích thể hiện sự tinh tế trong nghệ thuật điêu khắc gỗ, chạm khắc, nghệ thuật kiến trúc, tinh xảo trong việc đúc chuông,... qua nhiều thời kỳ.
- Đình làng Sủi ở xã Phú Sơn, Gia Lâm, Hà Nội thờ tướng nhà Đinh Đào Liên Hoa, có công dẹp loạn và mở mang đất hoang. Ông được Đinh Bộ Lĩnh phong làm Tây Vị Đại Vương rồi được cử đi Chánh sứ sang Trung Quốc. Khi huyện Gia Lâm có giặc loạn nổi lên, ông đem quân đi dẹp rồi lập đồn cùng trang ấp ở Thổ Lỗi, dậy nhân dân sản xuất, xây nhà cửa lo cuộc sống. Dân làng Sủi đã lập đình Sủi thờ ông và tôn ông là Thành hoàng làng.[18].
- Đình Kim Sơn ở xã Phú Sơn, Gia Lâm, Hà Nội còn lưu giữ 17 sắc phong. Đặc biệt có cổ vật từ thế kỷ 15 gồm hai pho tượng phỗng bằng gỗ. Đình thờ hai anh em sinh đôi Cao Điền và Cao Đỗ (con ông Cao Trạch và bà Lê thị), có công giúp Đinh Tiên Hoàng dẹp loạn 12 sứ quân và đánh giặc Chiêm Thành.[19]
- Nghè Kim Sơn ở xã Phú Sơn, Gia Lâm, Hà Nội thờ nhị vị đại vương triều Đinh Cao Điền Công và Cao Đỗ Công. Nghè Kim Sơn là nơi gốc thờ 2 vị Thành hoàng, chính là dinh của 2 ông lúc sinh thời.[20]
- Đền Trung Mầu ở xã Phù Đổng, Gia Lâm, Hà Nội. Đền làng Trung Mầu là di tích lịch sử lâu đời. Theo sắc phong, hai làng Trung Mầu và Thịnh Liên đều thờ ba vị tướng thời Đinh: Cao Chương Đại Vương, Cao Gia Đại Vương, Tòng Chinh Đại Vương. Các vị tướng này đều là người xã Trung Mầu có công giúp Đinh Bộ Lĩnh đánh dẹp 12 sứ quân và Chiêm Thành giữ nước.
- Đền Thịnh Liên ở xã Phù Đổng, Gia Lâm, Hà Nội là di tích lịch sử lâu đời. Theo sắc phong, hai làng Trung Mầu và Thịnh Liên đều thờ ba vị tướng thời Đinh: Cao Chương Đại Vương, Cao Gia Đại Vương, Tòng Chinh Đại Vương. Các vị tướng này đều là người xã Trung Mầu có công giúp Đinh Bộ Lĩnh đánh dẹp 12 sứ quân và Chiêm Thành giữ nước.
- Đình Đông Dư Thượng ở xã Bát Tràng, Gia Lâm, Hà Nội thờ Tam vị đại vương trong đó có tướng nhà Đinh Bạch Đa đại vương là người có công giúp Đinh Bộ Lĩnh dẹp loạn 12 sứ quân.
- Đình Đông Dư Hạ ở xã Bát Tràng, Gia Lâm, Hà Nội thờ Tam vị đại vương trong đó có tướng nhà Đinh Bạch Đa đại vương là người có công giúp Đinh Bộ Lĩnh dẹp loạn 12 sứ quân.
- Đình Bát Tràng ở xã Bát Tràng, Gia Lâm, Hà Nội. Thờ Lưu Thiên Tử đại vương Lưu Cơ do những người thợ gốm làng Bồ Xuyên - Bạch Bát di dời từ quê hương Yên Mô, Ninh Bình ra đây lập nghiệp.
- Lăng Chử Xá, xã Kim Đức, Gia Lâm, Hà Nội là nơi khai sinh ra Chử Đồng Tử, một trong Tứ bất tử của Phật giáo Việt Nam.

Gia Lâm hiện là huyện sở hữu nhiều di tích cấp Quốc gia có nhiều giá trị nghiên cứu về văn hóa, lịch sử, kiến trúc, nghệ thuật,...
Hiện nay, Gia Lâm có tới 68 di tích được Bộ văn hóa thông tin (nay là Bộ văn hóa thể thao và du lịch) công nhận là di tích cấp Quốc gia và cả trăm di tích đã được thành phố xếp hạng. Tiêu biểu một số các di tích đã được xếp hạng cấp Quốc gia như:
- Đền Gióng (đền Phù Đổng) xã Phù Đổng. Di tích cấp Quốc gia đặc biệt 2013.
- Đình Gióng Mốt, làng Đổng Xuyên thuộc xã Đặng Xá, thờ Thánh Mẫu - người đã sinh thành và giáo dưỡng Phù Đổng Thiên Vương. được xếp hạng di tích nghệ thuật cấp quốc gia năm 1995 [21].
- Đình Chử Xá, Lăng Cù Vân xã Kim Đức. Di tích lịch sử kiến trúc và nghệ thuật cấp Quốc gia 1990.
- Chùa Bà Tấm (đền Ỷ Lan) xã Dương Xá. Di tích lịch sử văn hóa và nghệ thuật cấp Quốc gia 1996.
- Chùa Trung Quan (Đại Hùng Tự) ở xã Kim Đức. Xếp hạng di tích nghệ thuật cấp Quốc gia 1996.
- Chùa Đào Xuyên (Thánh Ân Tự) ở xã Đa Tốn. Di tích nghệ thuật, kiến trúc cấp Quốc gia 1990.
- Cụm di tích đình, chùa (Sùng Phúc Tự), đền nghè Kiêu Kỵ ở xã Kiêu Kỵ. Di tích lịch sử và văn hóa cấp quốc gia 1996.
- Đình Bát Tràng ở xã Bát Tràng. Xếp hạng di tích cấp Quốc gia 1996.
- Đình Gia Lâm ở xã Lệ Chi. Di tích lịch sử văn hóa cấp quốc gia 1993.
- Chùa Sủi (Đại Dương Sùng Phúc Tự). Di tích kiến trúc nghệ thuật cấp quốc gia 1989.
- Chùa Phúc Nương xã Yên Thường. Di tích lịch sử và nghệ thuật cấp Quốc gia 1995.
- Đình Ngọc Động xã Đa Tốn. Di tích lịch sử và văn hóa cấp Quốc gia 1990.
- Chùa Nành (Pháp Vân Tự) xã Ninh Hiệp. Di tích lịch sử văn hóa cấp Quốc gia 1989.
- Đình Giao Tự ở xã Phú Sơn. Di tích lịch sử văn hóa cấp quốc gia 1993.
- Cụm di tích đình, nghè Sen Hồ xã Lệ Chi. Di tích kiến trúc và nghệ thuật cấp Quốc gia 1992.
- Đình thôn Vàng xã Cổ Bi. Xếp hạng di tích kiến trúc và nghệ thuật cấp Quốc gia 1995.
- Miếu Công Đình xã Thiên Đức. Di tích lịch sử văn hóa cấp Quốc gia 1992.
- Đền Trúc Lâm xã Thiên Đức. Di tích lịch sử văn hóa cấp Quốc gia 1992.
- Chùa Linh Quy (Hoa Nghiêm Tự) xã Phú Sơn. Di tích nghệ thuật cấp quốc gia 1996.
- Đình Gia Lâm xã Lệ Chi. Di tích lịch sử và văn hóa cấp Quốc gia 1993.
- Đình Khoan Tế xã Đa Tốn. Di tích lịch sử và văn hóa cấp Quốc gia 1996.
- Chùa Hương Hải Thiền (Hương Hải Tự) xã Lệ Chi. Di tích kiến trúc và nghệ thuật cấp quốc gia 1996.
- Đình Trân Tảo xã Phú Sơn. Di tích kiến trúc và nghệ thuật cấp Quốc gia 1990.
- Chùa Keo (Báo Ân Trùng Nghiêm Tự) xã Phú Sơn. Di tích kiến trúc nghệ thuật 1993.
- Chùa thôn Cam (Sùng Nghiêm Tự) xã Cổ Bi. Di tích nghệ thuật và kiến trúc cấp Quốc gia 1996.
- Đình Thuận Tốn xã Đa Tốn. Di tích nghệ thuật và kiến trúc cấp Quốc gia 1996.
- Đình, nghè Kim Sơn xã Phú Sơn. Di tích nghệ thuật và kiến trúc cấp Quốc gia 1992.
- Đình chùa, đền, miếu Tế Xuyên xã Thiên Đức. Di tích kiến trúc và nghệ thuật cấp Quốc gia 1992.
- Đình Tô Khê xã Phú Sơn. Di tích nghệ thuật cấp Quốc gia 1995.
- Chùa Cự Đà (Cự Đà Tự) xã Đa Tốn. Di tích kiến trúc và nghệ thuật cấp Quốc gia 1996.

### Lễ hội
Hội Gióng (diễn ra vào ngày 9 tháng 4 âm lịch, tại đền Gióng, xã Phù Đổng) đã được UNESCO công nhận là Di sản văn hóa phi vật thể đại diện của nhân loại. Ở Hà Nội có hai Lễ hội Gióng, một ở đền Sóc thuộc huyện Sóc Sơn (diễn ra vào ngày 6 tháng Giêng) và một ở đền Phù Đổng (đền Gióng) thuộc huyện Gia Lâm nhằm tưởng nhớ và tri ân công đức của Thánh Gióng. Lễ hội Gióng ở huyện Gia Lâm tổ chức muộn hơn và có những đặc trưng rất riêng. Hàng năm, lễ hội truyền thống này thu hút sự quan tâm của du khách thập phương.
- Thôn Đình Vỹ, xã Yên Thường có lễ hội truyền thống hàng năm vào ngày 20-08 (âm lịch) và đình làng thờ Hưng Đạo vương Trần Quốc Tuấn. Trong những năm kháng chiến chống Pháp và chống Mỹ, đây là nơi có truyền thống đấu tranh và là một trong hàng trăm nơi hậu phương vững chắc cho kháng chiến trong cả nước. Ngoài ra, truyền thống hiếu học, tôn sư trọng đạo luôn được giữ gìn và phát huy nên có rất nhiều con em trong làng đỗ vào các trường Đại học trong cả nước.
- Lễ hội đền (chùa) Bà Tấm hay lễ hội đền Ỷ Lan ở xã Dương Xá. Lễ hội thường tổ chức hàng năm từ ngày 19 đến ngày 21 tháng Hai âm lịch. Đây là một lễ hội lớn với nhiều nghi thức tế lễ và các trò chơi dân gian thu hút đông đảo người dân trong vùng và khách thập phương về dự.
- Lễ hội Sủi trong khuôn viên chùa Sủi (Đại Dương Sùng Phúc Tự) ở xã Phú Sơn. Lễ hội hàng năm thường tổ chức vào ngày mùng 3 tháng 3 âm lịch nhằm suy tôn Nguyên phi Ỷ Lan và Tây Vị đại vương tướng quân Đào Liên Hoa. Lễ hội có nhiều trò chơi vui như: chọi gà, đấu cờ, tổ tôm điếm, đập niêu, hát quan họ, rước kiệu, dâng hương của các thôn xã lân cận,... Trong ngày này cả làng Sủi (thôn Phú Thụy) thường có tục nặn bánh trôi.
- Lễ hội làng Kiêu Kỵ trong khuôn viên cụm di tích đình chùa nghè thôn Kiêu Kỵ, xã Kiêu Kỵ nhằm suy tôn Nguyễn Chế Nghĩa một vị tướng đời Trần. Lễ hội diễn ra trong hai ngày 27 và 28 tháng Tám âm lịch hàng năm tương truyền là ngày mất của ông. Đây là một lễ hội lớn có nhiều nghi thức như tế lễ, dâng hương, hát chầu văn, hầu đồng. Trước đây lễ hội còn có rước kiệu đến tận sông Ghênh (đoạn chảy qua xã Tân Quang, huyện Văn Lâm) là nơi ngài mất sau đó được dân làng Kiêu Kỵ lập đền thờ. Ngoài ra lễ hội còn có nhiều trò chơi dân gian.

## Danh nhân

### Danh thần
Hai vị trong Tứ bất tử (chữ Hán: 四不死) là tên gọi chung của bốn vị thánh bất tử trong tín ngưỡng dân gian Việt Nam:
- Phù Đổng Thiên Vương hay Thánh Gióng, vị thánh phát tích từ xã Phù Đổng, huyện Gia Lâm - tượng trưng cho sức mạnh tuổi trẻ và tinh thần chống ngoại xâm bất diệt.
- Chử Đồng Tử, còn được gọi là Chử Đạo Tổ, vị thánh phát tích từ xã Kim Đức, huyện Gia Lâm - tượng trưng cho lòng hiếu nghĩa, hôn nhân và tình yêu bất tử.

### Danh nhân
- Nguyên phi Ỷ Lan hay còn gọi là "Bà Tấm", người vùng đất Thổ Lỗi, nay là khoảng các xã Phú Thị, Dương Quang, Dương Xá, huyện Gia Lâm.
- Công chúa Lê Ngọc Hân (1770-1799), người xã Ninh Hiệp, huyện Gia Lâm.
- Cao Bá Quát (1809 - 1855), người xã Phú Sơn, huyện Gia Lâm.
- Giáp Hải (1515 - 1585), người xã Bát Tràng, huyện Gia Lâm.
- Đào Cử (1449 -?), người xã Dương Quang, huyện Gia Lâm.
- Nguyễn Mậu Tài (1616 - 1688), người xã Phú Sơn, huyện Gia Lâm.
- Đặng Công Chất (1622 - 1683), người xã Phù Đổng, huyện Gia Lâm.
- Nguyễn Huy Nhuận (1678 - 1758), người xã Phú Sơn, huyện Gia Lâm.
- Nguyễn Khiêm Ích 1679-1740), người xã Phú Sơn, huyện Gia Lâm.
- Đoàn Quang Dung (1681-1741), người xã Phú Sơn, huyện Gia Lâm.
- Đặng Phúc Thông (1906-1951), người xã Cự Khối, huyện Gia Lâm.
- Dương Đức Hiền (1916 - 1963) người xã Phú Sơn, huyện Gia Lâm.
- Nguyễn Sơn (1908–1956) "Lưỡng quốc Tướng quân", Huân chương Hồ Chí Minh -   người xã Kiêu Kỵ, huyện Gia Lâm.
- Thượng tướng Bùi Phùng (1920 - 1999), Huân chương Hồ Chí Minh -   người xã Đặng Xá, huyện Gia Lâm.
- Nguyễn Huy Phan (1928 - 1997), người xã Dương Xá, huyện Gia Lâm.
- Nguyễn Đức Quỳ (1914 - 1989), nguyên Thứ trưởng Bộ Văn hóa - người xã Dương Quang, huyện Gia Lâm.
- Anh hùng Liệt sĩ Ngô Xuân Quảng (1945-1972), người xã Yên Viên, huyện Gia Lâm.

## Giao thông
Các tuyến giao thông chính:
- Quốc lộ 1 (mới)
- Quốc lộ 1 (cũ)
- Quốc lộ 3
- Quốc lộ 5
- Quốc lộ 17 (đoạn qua huyện trước là tỉnh lộ 181)
- Đường vành đai 3
- Đường cao tốc Hà Nội – Hải Phòng
- Đường cao tốc Hà Nội – Bắc Giang
- Đường cao tốc Hà Nội – Thái Nguyên
- Ga Yên Viên
  - Đường sắt Hà Nội – Đồng Đăng
  - Đường sắt Yên Viên – Cái Lân (dự án)
  - Đường sắt Hà Nội – Lào Cai
- Ga Phú Thụy
  - Đường sắt Hà Nội – Hải Phòng.
- Các dự án đường sắt đô thị đi qua địa bàn huyện là các tuyến số 1 (Ngọc Hồi – Yên Viên), tuyến số 8 (An Khánh – Dương Xá); trong đó tuyến số 1 hiện đang được đầu tư xây dựng.
- Đường 379: đường Hà Nội – Hưng Yên.
- Đường Đông Dư – Dương Xá (nối tỉnh lộ 195 với quốc lộ 5).
- Đường Dốc Lã – Ninh Hiệp – Phù Đổng – Trung Mầu (nối đường đê tả Đuống với Quốc lộ 1 cũ).
- Đường đê Vàng hay đường đê hữu Đuống (giao với tỉnh lộ 179 tại dốc Lời, xã Đặng Xá).
- Đường Phú Thị – Dương Quang – Lạc Đạo (nối quốc lộ 17 với tỉnh lộ 385).
- Đường Bát Tràng – Đa Tốn – Kiêu Kỵ – Tân Quang (nối tỉnh lộ 195 với Quốc lộ 5).
- Đường 271 Phù Đổng – Từ Sơn (nối đê tả Đuống với tỉnh lộ 295B).
- Đường đê tả Đuống: Yên Viên – Dương Hà – Phù Đổng – Trung Mầu.
- Đường Phố Keo – Lệ Chi – dốc Chi Đông (nối đê hữu Đuống với Quốc lộ 17).
- Tỉnh lộ 179 cũ: nay là đường Ỷ Lan và đường Kiêu Kỵ nối đường đê hữu Đuống (đê Vàng) với tỉnh lộ 378 (cắt Quốc lộ 5 tại lý trình km 10+425).
- Tỉnh lộ 195: nguyên là tuyến đường đê Long Biên tới cống Xuân Quan (nối tỉnh lộ 378 với Quốc lộ 1 cũ).

### Đường phố
- Bát Khối
- Bát Tràng
- Chính Trung
- Cổ Bi
- Cửu Việt
- Đa Tốn
- Đặng Công Chất
- Đặng Phúc Thông
- Đào Xuyên
- Đình Xuyên
- Đoàn Quang Dung
- Dương Đức Hiền
- Dương Hà
- Dương Quang
- Dương Xá
- Gia Cốc
- Giang Cao
- Giáp Hải
- Hà Huy Tập
- Kiêu Kỵ
- Kim Lan
- Lệ Chi
- Lý Thánh Tông
- Ngô Xuân Quảng
- Nguyễn Bình
- Nguyễn Đức Thuận
- Nguyễn Huy Nhuận
- Nguyễn Huy Phan
- Nguyễn Khiêm Ích
- Nguyễn Mậu Tài
- Nguyễn Quý Trị
- Ninh Hiệp
- Phan Đăng Lưu
- Phù Đổng
- Phú Thị
- Sen Hồ
- Thành Trung
- Thiên Đức
- Thuận An
- Trâu Quỳ
- Trung Hưng
- Trung Mầu
- Trung Thành
- Ỷ Lan
- Yên Thường